# بندر آزاد

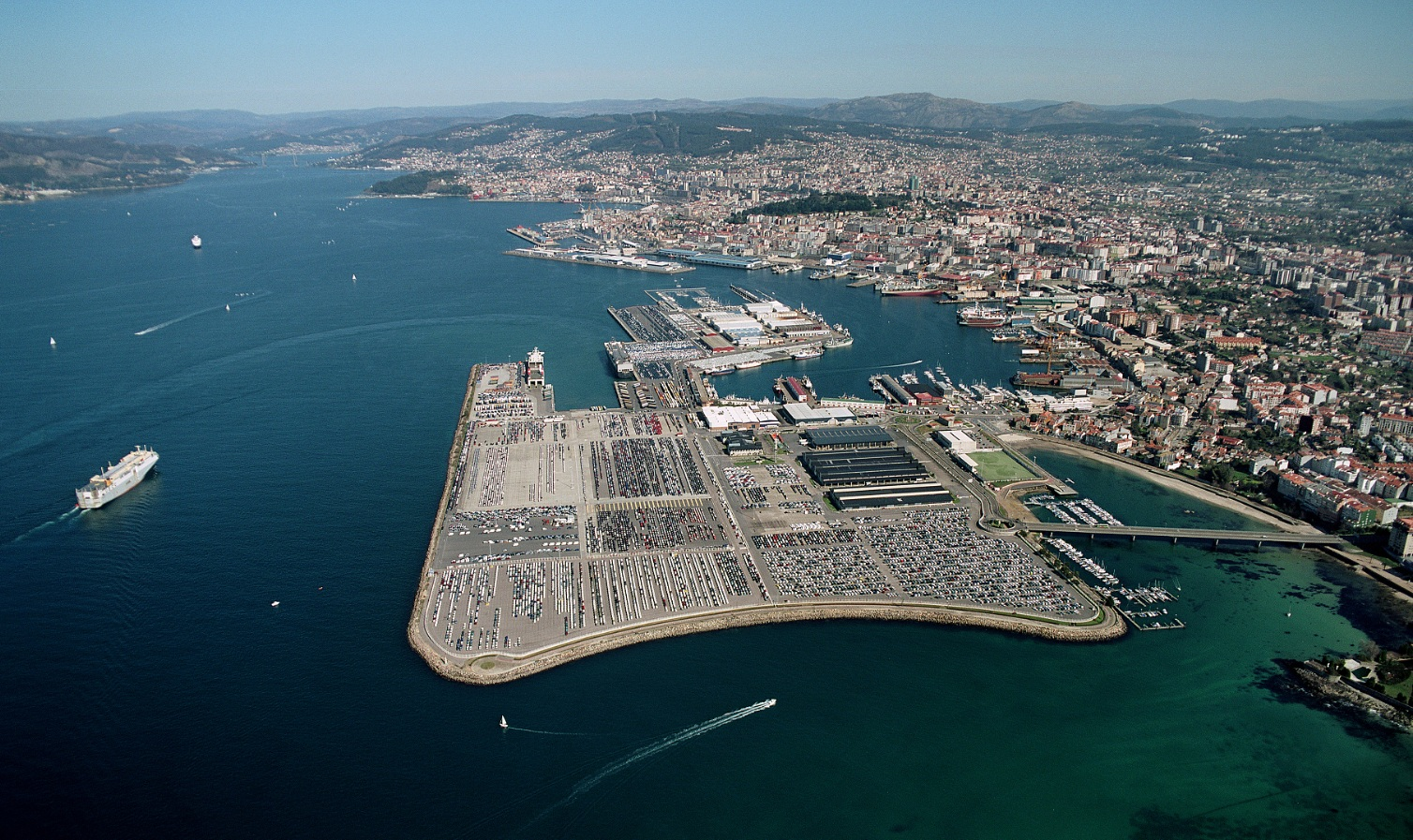
بندر آزاد Bouzas

بَندر آزاد بندری است که کالاهای بازرگانی بدون پرداخت حقوق و عوارض گمرکی به آن وارد یا از آن صادر می‌گردند، مانند بندر سنگاپور، بندر هنگ‌کنگ، کیش، قشم و چابهار.